# Żurawłynci
Żurawłynci (ukr. Журавлинці) – wieś na Ukrainie, w obwodzie chmielnickim, w rejonie gródeckim.